# Cobalt(III) iodide hexamin
Cobalt(III) iodide hexamin là một hợp chất vô cơ, một loại muối amin phức của kim loại cobalt và acid hydroiodic với công thức hóa học CoI3·6NH3, tinh thể màu đỏ, tan ít trong nước.

## Điều chế
Không như cách điều chế CoF3·6NH3, CoI3·6NH3 được điều chế bằng cách cho cobalt(III) chloride hexamin tác dụng với dung dịch kali iodide.

## Tính chất vật lý
Cobalt(III) iodide hexamin tạo thành các tinh thể màu đỏ của hệ tinh thể lập phương, nhóm không gian Fm3m, các hằng số mạng tinh thể a = 1,088 nm, Z = 4.

## Tính chất hóa học
CoI3·6NH3 bị phân hủy khi đun nóng, tạo cobalt(II) iodide, iod và amonia.